# Reflexive Entertainment
Reflexive Entertainment — бывшая американская компания, специализировавшаяся на разработке и дистрибуции компьютерных игр. Штаб-квартира компании находилась в городе Лейк-Форест, штат Калифорния.

## История
Компания основана в 1997 году Ларсом Брабакером. С тех пор компанией было разработано 19 игр; создан сайт reflexive.com, специализирующийся на дистрибуции закачиваемых казуальных игр, а также его подразделение, специализирующееся на играх для пользователей ОС Mac. Так же компания занимается разработкой и поддержкой бесплатных браузерных онлайн-игр. Некоторые игры компании получили престижные награды на специализированных конкурсах.

В 2008 году компания Reflexive Entertainment была куплена компанией Amazon.com. Сумма сделки не оглашалась.

3 февраля 2008 года сайт amazon.com стал размещать казуальные игры от Reflexive для свободного скачивания.
31 марта 2010 года Reflexive объявила о планах прекратить продажу игр через свою партнерскую программу, чтобы полностью сосредоточиться на разработке игр. В письме генеральный директор Брабакер заявил, что программа вплоть до 30 июня продолжит работу в обычном режиме, включая веб-поддержку и оплату реферальных сборов за продажу игр. В дальнейшем студия была объединена с основанным в 2012 году игровым подразделением Amazon — Amazon Game Studios.

## Игры
Все игры разработаны и изданы компанией Reflexive Entertainment, если не указано иное.
| Название игры                     | Год выхода | Платформа                       | Комментарии                                |
| --------------------------------- | ---------- | ------------------------------- | ------------------------------------------ |
| Swarm                             | 1998       | Windows                         |                                            |
| Star Trek: Away Team              | 2001       | Windows                         | Издано компанией Activision                |
| Zax: The Alien Hunter             | 2001       | Windows                         | Издано компанией JoWooD Productions        |
| Ricochet Xtreme                   | 2001       | Windows                         |                                            |
| Crimsonland                       | 2003       | Windows                         | Разработано компанией 10tons Entertainment |
| Lionheart: Legacy of the Crusader | 2003       | Windows                         | Издано компанией Interplay Entertainment   |
| Ricochet Lost Worlds              | 2004       | Macintosh, Windows, Xbox (XBLA) |                                            |
| Wik and the Fable of Souls        | 2004       | Windows, Xbox 360 (XBLA)        |                                            |
| Ricochet Lost Worlds: Recharged   | 2004       | Windows                         |                                            |
| Big Kahuna Reef                   | 2004       | Macintosh, Windows              |                                            |
| Big Kahuna Words                  | 2005       | Windows                         |                                            |
| Star Defender 2                   | 2005       | Windows                         | Разработано компанией Awem Studio          |
| Mosaic: Tomb of Mystery           | 2006       | Windows                         |                                            |
| Big Kahuna Reef 2                 | 2006       | Macintosh, Windows              |                                            |
| Monarch: The Butterfly King       | 2007       | Windows                         |                                            |
| Ricochet Infinity                 | 2007       | Windows                         |                                            |
| The Great Tree                    | 2007       | Windows                         |                                            |
| Airport Mania                     | 2008       | iPhone, Macintosh, Windows      |                                            |
| Build In Time                     | 2008       | Macintosh, Windows              |                                            |
| Big Kahuna Party                  | 2008       | Wii (WiiWare)                   |                                            |
| Miss Teri Tale: Where's Jason     | 2008       | Macintosh, Windows              | Разработано компанией Ouat Entertainment   |
| Music Catch                       | 2008       | iPhone, Macintosh, Windows      |                                            |
| Swarm Gold                        | 2008       | Macintosh, Windows              |                                            |
| Costume Chaos                     | 2009       | Macintosh, Windows              |                                            |
| A Fairy Tale                      | 2009       | Macintosh, Windows              |                                            |
| Sprouts Adventure                 | 2009       | Macintosh, Windows              |                                            |
| Simplz: Zoo                       | 2010       | Macintosh, Windows              |                                            |
| Demolition League                 | 2010       | Браузерная игра                 |                                            |

## Награды
Игра Ricochet Lost Worlds в 2004 году получила приз в номинации «Best Action/Arcade game» от Real Networks.
Игра Wik and the Fable of Souls завоевала три награды в 2005 году на фестивале независимых игр в Сан-Франциско, а также получила приз Академии интерактивных искусств и наук. 

Список наград:
- 2005 Academy of Interactive Arts and Sciences

Downloadable Game of the Year!
- 2005 IGF Downloadable Game of the Year!

(Seumas McNally Award)
- 2005 IGF Innovation in Visual Arts
- 2005 IGF Innovation in Game Design